# Marie de Mecklembourg-Strelitz
Pour les autres membres de la famille, voir Maison de Mecklembourg.
La duchesse Victoria-Marie-Augustine-Louise-Antoinette-Caroline-Leopoldine de Mecklenburg-Strelitz, née le 8 mai 1878, Neustrelitz et morte le 14 octobre 1948 à Oberkassel, est une princesse allemande.

## Biographie
Fille aînée du grand-duc Adolphe-Frédéric V de Mecklembourg-Strelitz et de la duchesse Élisabeth d'Anhalt, elle épouse en premières noces un diplomate français, Georges Jametel (1859-1944), fils du banquier Ernest Jametel et neveu de Gustave-Louis Jametel. Le mariage se déroule le 22 juin 1899, dans la chapelle catholique St. Elizabeth à Richmond Park, près de White Lodge, la propriété de sa grand-tante, la duchesse de Teck Marie-Adélaïde de Cambridge, puis une seconde cérémonie eut lieu dans l'église anglicane de Kew. Le déjeuner se déroula chez son grand-oncle le duc de Cambridge. Ils eurent deux enfants :
- comte George Jametel (1904-1982)
- Marie Auguste Jametel (1905-1969), comtesse Nemerow, épouse de Karl von Barton gennant von Stedman.

Marie et George reçurent une somme de 200 000 dollars du père de Marie pour s'installer. Ils vécurent au Faubourg Saint-Germain à Paris.
George eut plusieurs maîtresses, dont l'infante Eulalie d'Espagne. En 1908, Marie demande le divorce. Son mari est reconnu fautif d'avoir continué son aventure avec l'infante Eulalie après le mariage. Au mois d'août, le jeune frère de Marie, le duc Charles-Borwin en garnison à Metz, décide de défendre l'honneur de sa sœur et provoque en duel son beau-frère. Lors du duel, Georges Jametel blesse mortellement le jeune duc de Mecklembourg. Marie et George divorcent le 31 décembre 1908.
Le 11 août 1914, à Neustrelitz, Marie épouse en secondes noces le prince Julius Ernest de Lippe (de) (1873-1952), fils d'Ernest II de Lippe-Biesterfeld et de Caroline de Wartensleben. Julius était le frère du prince Léopold IV de Lippe, le beau-frère de Frédéric-Jean de Saxe-Meiningen et l'oncle de Bernhard de Lippe-Biesterfeld (prince consort des Pays-Bas). Ils eurent :
- Élisabeth de Lippe (1916-2013), épouse du prince Ernest-Auguste de Solms-Braunfels
- Ernest-Auguste de Lippe (1917-1990).

Après leur mariage, Marie et Julius s'installèrent à Blasewitz.
Elle est enterrée dans le mausolée de la maison de Lippe dans l'abbaye de Heisterbach.